# Ловат
Ло̀ват (на руски: Ловать; на беларуски: Ловаць) е река в Беларус и Русия (184-та по дължина). Дължината ѝ е 530 km. Протича на територията на Беларус (Витебска област) и Русия (Псковска и Новгородска области). Влива се в езерото Илмен.

## География

### Течение
Река Ловат води началото си от Городокското възвишение на 180 m н.в., северно от село Марченки, Витебска област, Беларус. Първите около 25 km тече в югоизточна посока, като протича през езерата Завесно и Задрате. При село Межа завива на североизток преминава последователно през езерата Межа, Сосно, Чернясто и Сесито и навлиза в пределите на Русия. На руска територия в началото тече в посока север-северозапад, а след езерото Комснино – на север-североизток, като запазва това си направление до устието. В горното си течение (до устието на левия ѝ приток Насва) ширината на реката е около 10 – 15 m, а заливната ѝ тераса почти повсеместно е заблатена. След устието на Насва Ловат тече през гористи райони. Бреговете ѝ стават високи, на някои места скалисти (след град Холм), течението ѝ е с множество бързеи и прагове (около устието на Локня и след град Холм). В този среден участък от течението си реката е широка 50 – 60 m, а след устието на река Куня – над 100 m. След село Селеево, Новгородска област Ловат навлиза в Приилменската низина. Тук долината ѝ става широка, а бреговете ѝ – полегати. На 22 km от устието си Ловат се съединява чрез проток с река Пола, идваща от изток и двете заедно образуват делта с площ около 400 km2, чрез която двете реки се вливат в югоизточната част на езерото Илмен, разположено на 18,1 m н.в. През пролетта по време на пълноводието делтата се наводнява с воден стълб около 2 – 3 m.

### Водосборен басейн
Водосборният басейн на река Ловат обхваща площ от 21 900 km2 и се простира на територията на Витебска област в Беларус и Псковска, Смоленска и Тверска област в Русия.
Водосборният басейн на реката граничи със следните водосборни басейни:
- на запад – водосборните басейни на река Великая (влива се в Чудското езеро) реките Шелон и други по-малки, вливащи се езерото Илмен;
- на изток – водосборния басейн на река Пола, вливаща се езерото Илмен;
- на югоизток, юг и югозапад – водосборния басейн на река Западна Двина, вливаща се в Балтийско море.

Река Ловат получава 29 притока с дължина над 10 km, от които 4 са с дължина над 100 km. По-долу са изброени тези 4 реки, като са показани на кой километър от течението на Ловат се вливат, техните дължини, площта на водосборните им басейни, дали са леви (←) или десни (→) притоци и къде се вливат:
- → 269 Локня 119 km, 2190 km2, североизточно от село Зезюли, Псковска област;
- ← 192 Куня 236 km, 5143 km2, в град Холм, Новгородска област;
- → 18 Редя 146 km, 671 km2, североизточно от град Старая Руса, Новгородска област;
- → 15 Полист 176 km, 6630 km2, североизточно от град Старая Руса, Новгородска област.

### Хидрология
Подхранването на реката е смесено, като преобладава снеговото. Среден годишен отток при град Холм (на 193 km от устието) 105 m3/s, а в устието – 169 m3/s. През пролетните месеци от втората половина на март до края на май протича около 55% от годишния отток на реката, от юни до октомври – около 23%, а зимата, от ноември до началото на март – около 22%. Замръзва в края на ноември – началото на януари, а се размразява през март или април.

## Селища
По течението на реката са разположени множество селища, в т.ч. два града и един посольок:
- Псковска област – Велики Луки
- Новгородска област – Холм и посьолок Парфино.

## Стопанство
На 490 km от устието си реката се използва за транспорт на дървен материал, а е плавателна за малки съдове на 70 km от устието си – до село Черенчици, Новгородска област. В древността реката е била част от Пътя от варягите към персите.